# Gestreepte pieper
De gestreepte pieper (Anthus lineiventris) is een soort zangvogel uit de familie piepers en kwikstaarten van het geslacht Anthus.

## Verspreiding en leefgebied
Deze soort komt voor in droge savannen in Angola, Botswana, Burundi, Congo-Kinshasa, Kenia, Malawi, Mozambique, Rwanda, Zuid-Afrika, Swaziland, Tanzania, Zambia en Zimbabwe.